# Какаду-інка

Какаду-інка (Lophochroa leadbeateri) — вид папугоподібних птахів з родини какадових (Cacatuidae). Єдиний вид роду. Деякі систематики включають вид до роду какаду (Cacatua).

## Зовнішній вигляд
Довжина тіла 35—40 см, вага самця 300—425 г, самки — 375—435 г. Дуже вишукані, надзвичайно красиві папуги. Оперення рожево-біле. Крила білі, черево, груди, шия і щоки рожеві. Біля дзьоба вузька червона смужка. Довжина чуба досягає 18 см. Передні пера чуба білі, внутрішні — яскраво-червоні з жовтим в нижній частині, верхівка пер біла. Забарвлення самців і самок однакове. Райдужна оболонка у самця темно-коричнева, майже чорна, у самки — червоно-коричнева.

## Поширення
Трапляється на заході та півдні Австралії.

## Спосіб життя
Птахи цього виду заселяють рідколісся, перевагу віддають місцевостям з дуже посушливим кліматом, тримаються недалеко від водойм. Полюбляють евкаліптові ліси, чагарникові місцевості, низькорослі австралійські евкаліпти і прилеглі оброблювані землі. Густих лісів уникають. Тримаються парами і невеликими зграями. Живляться насінням дерев (акація, евкаліпт, соснові шишки), чагарників і трав, горіхами (пекан, мигдаль), плодами (дикі фіги та дині), ягодами, корінцями, личинками комах, зерном (пшениця, кукурудза), квітами. У пошуках корму можуть мігрувати на великі відстані. Велику частину дня проводять у пошуках корму (на землі або деревах). Найактивніші рано вранці і надвечір. П'ють воду двічі на день: вранці і ввечері (перед заходом сонця). У спекотний час доби відпочивають серед крон високих дерев. Літають погано, уникають літати через відкриті простори. У місцях з великими запасами корму і води ведуть осілий спосіб життя. Завдають шкоди зерновим культурам (пшениця) та горіховим плантаціям (мигдаль). В разі збудження, тривоги ці папуги голосно верещать.

## Розмноження
Пара формується на все життя. У кожної пари є власна територія (близько 500 гектарів), яку птахи ревно захищають. Гніздяться в порожнинах старих дерев (евкаліпт, червоний каучук, кипарис), на висоті 3—9 м. Дно вистилають гілками і корою. У кладці 4 яйця. Насиджування триває 23—25 днів. Яйця висиджують обидва партнери: самка — вночі, самець — вдень. У разі загибелі кладки гніздяться тільки наступного року. Молоді птахи залишають гніздо на 3-й місяць, але ще кілька тижнів батьки ними опікуються.

## Загрози і охорона
Рідкісний вид, в деяких місцях витіснений рожевим какаду (Eolophus roseicapillus). Популяція зменшилася, зокрема через розчищення традиційних місць оселення під сільськогосподарські потреби. Знаходиться під захистом у всіх штатах Австралії.

## Утримання
Наразі ці папуги в домашньому утриманні рідкісні. В Європу їх не завозять, а виведених любителями пташенят дуже мало. Вилов та продаж цього папуги заборонено. У самій Австралії утримують тільки з дозволу влади. Тривалість життя від 40 до 80 років.

## Класифікація

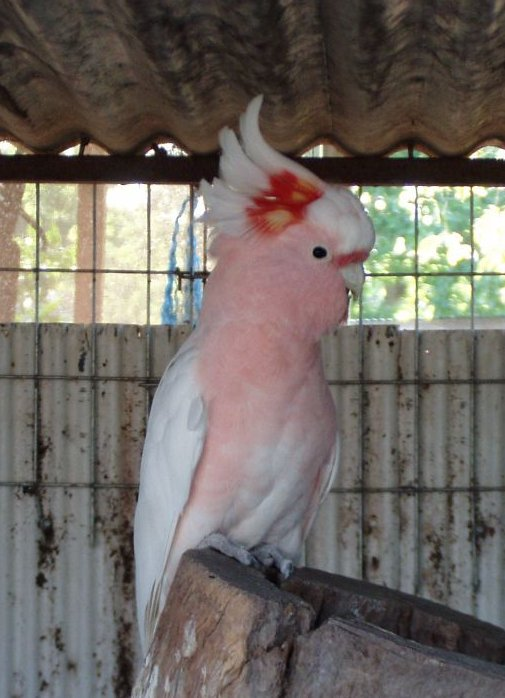

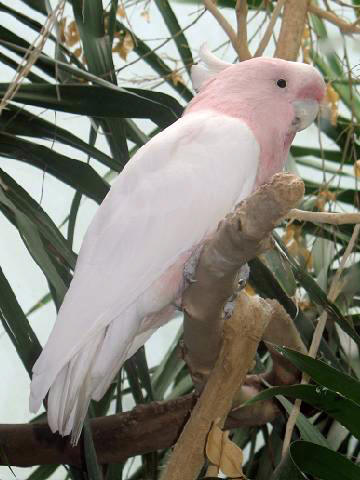

Вид складається з 2 підвидів, які відрізняються інтенсивністю рожевого кольору на череві і грудях:
- Lophochroa leadbeateri leadbeateri (Vigors, 1831) — номінальний підвид. Довжина тіла близько 38 см. Трапляєтьсяу східній частині ареалу.
- Lophochroa leadbeateri mollis (Mathews, 1912) — відрізняється від номінального підвиду меншими розмірами, темнішим червоним кольором на чубі; жовта смужка на перах чуба майже відсутня або дуже вузька. Поширений в центральній і західній Австралії.